# Dvakačovice
Dvakačovice jsou obec v okrese Chrudim v Pardubickém kraji. Žije v ní 210 obyvatel a katastrální území měří 365 hektarů. Nachází se osm kilometrů jihozápadně od Chrudimi a jedenáct kilometrů od Pardubic. Dvakačovicemi protéká kanál Zminka spojující Novohradku s Loučnou.

## Historie
První písemná zmínka o vesnici pochází z roku 1415.

## Pamětihodnosti
- Mohylník v lese
- Evangelický kostel
- Kaple Nejsvětější Trojice

## Rodáci
- Adolf Chlumský (1842–1916), evangelický farář, Čechoameričan

## Galerie

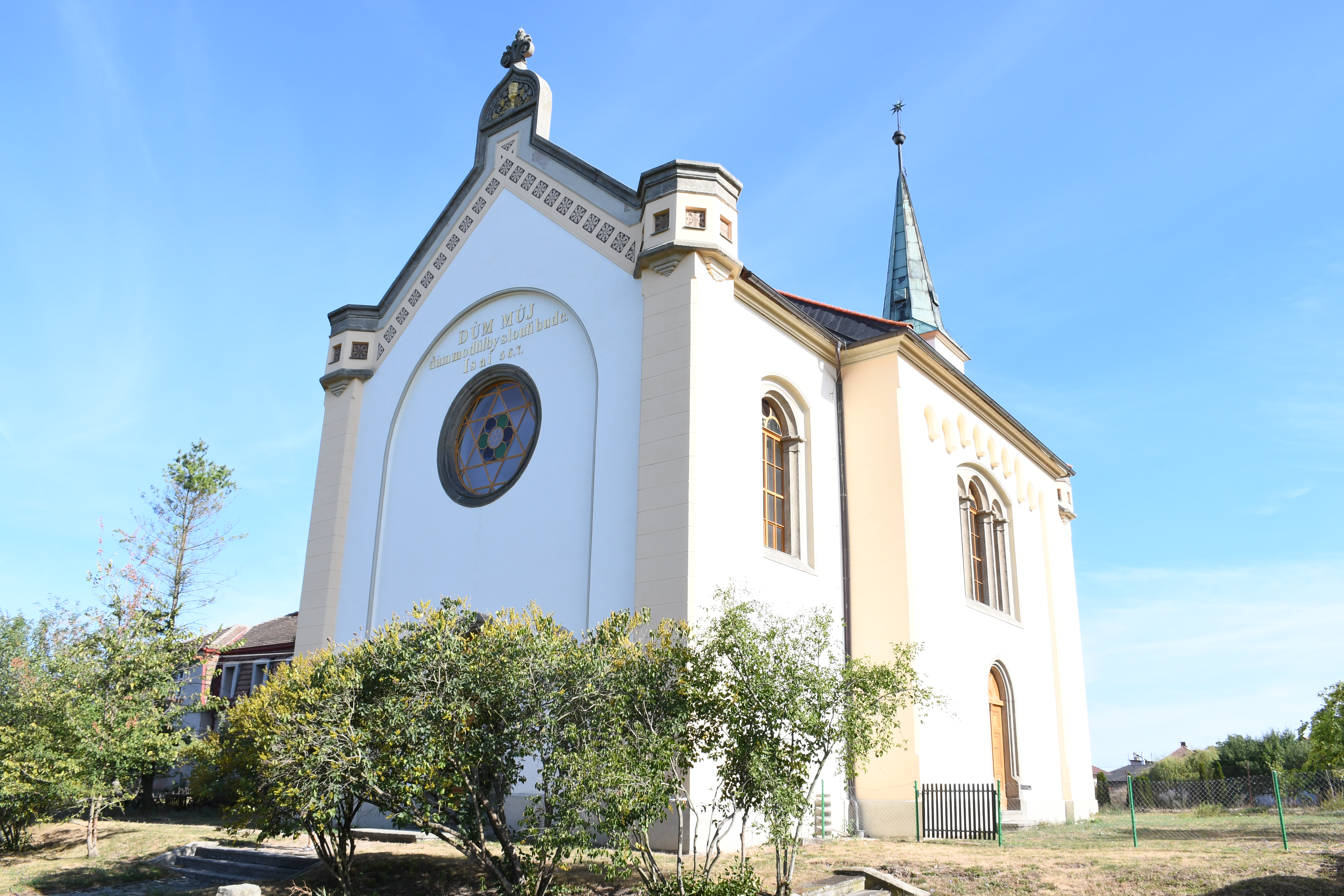
Evangelický kostel
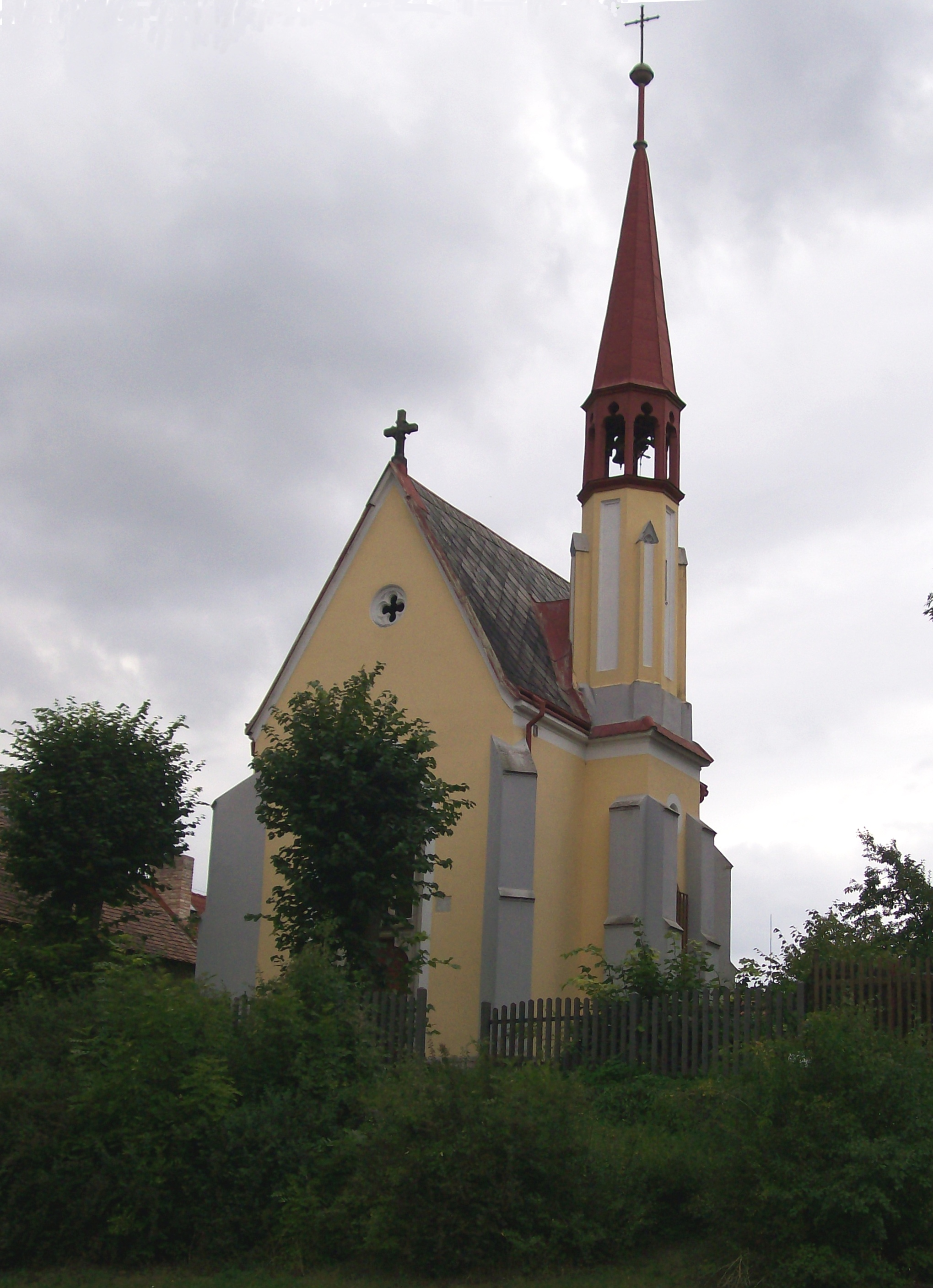
Kaplička Nejsvětější Trojice
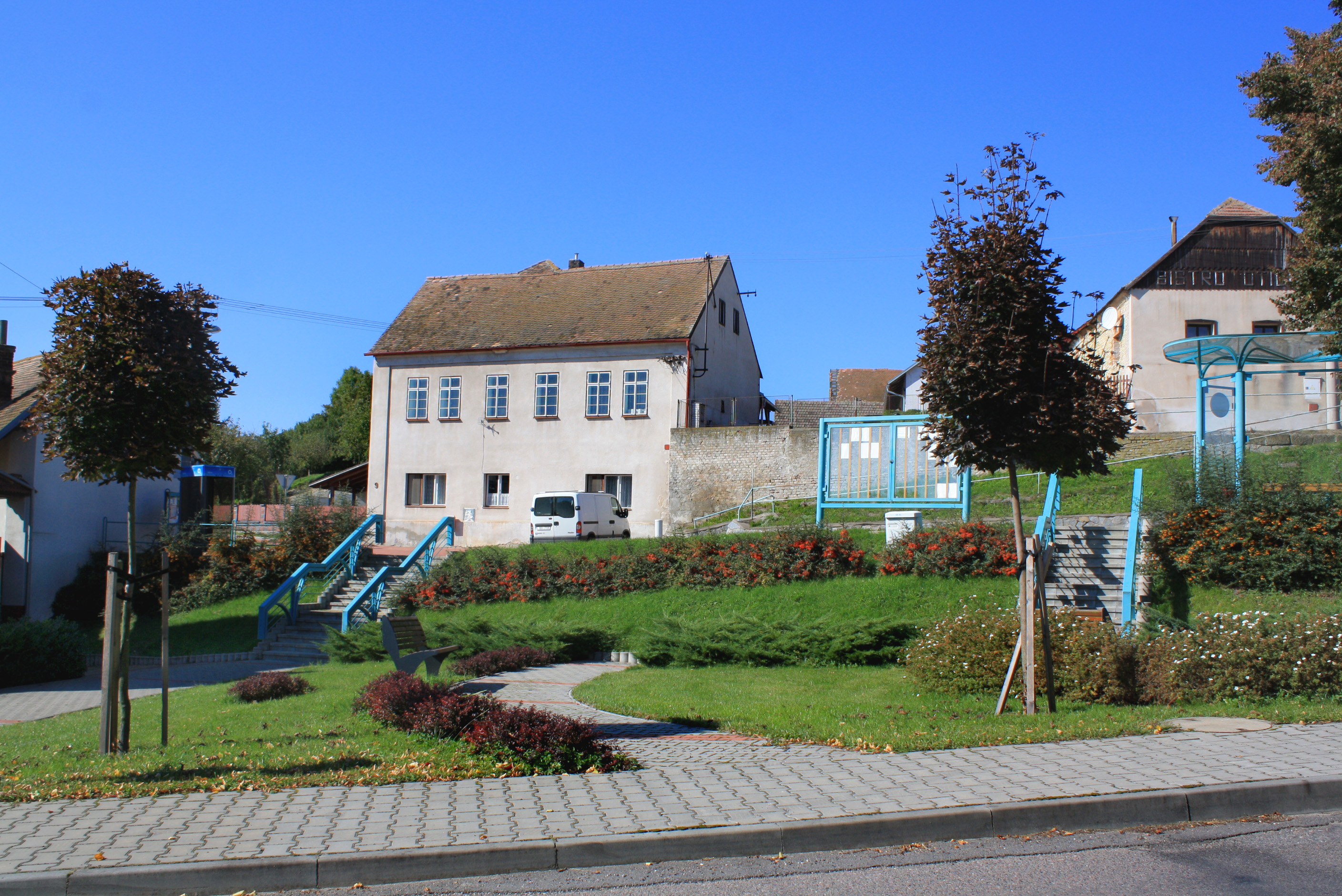
Náves se zastávkou
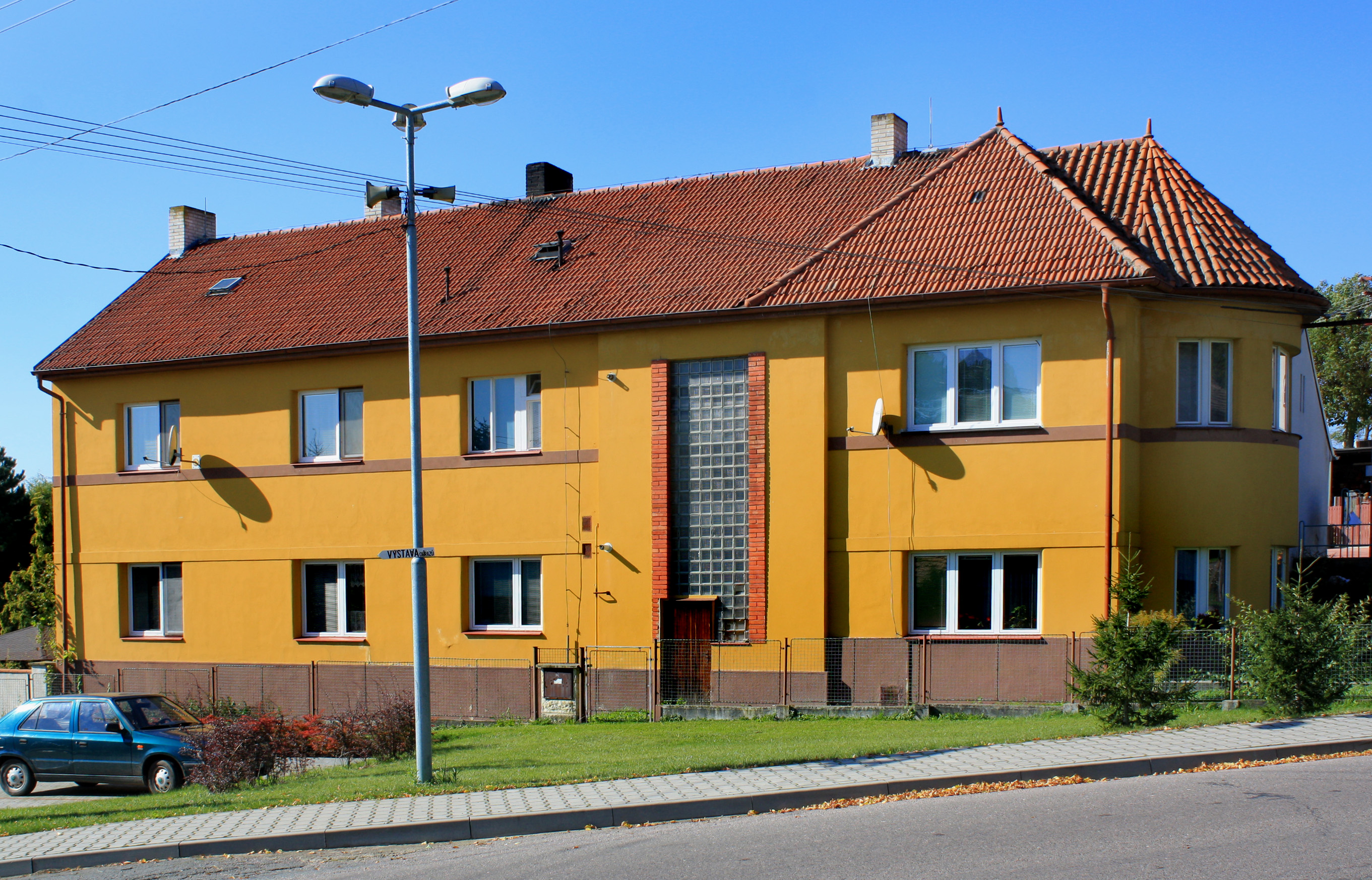
Bytový dům pod návsí